# Qasif (Sklavin)
Qasif (arabisch قصف‎; geb. im 8. Jahrhundert, gest. im 8. oder 9. Jahrhundert) war eine Sklavin und Konkubine des fünften Abbasiden-Kalifen Harun al-Raschid (reg. 786–809).

## Leben
Qasif gelangte als Sklavenkonkubine in den Besitz des Abbasiden-Kalifen Harun al-Raschid (766–809, reg. 786–809). Sie wurde Mutter seiner Tochter Sukaina bint Harun al-Raschid und seines Sohnes al-Qasim al-Mu'taman ibn Harun al-Raschid.

## Rezeption in der klassisch-arabischen Literatur
In der klassisch-arabischen Literatur findet Qasif unter anderem Erwähnung im Geschichtswerk von al-Tabari (839–923).